# Juiz de fato
Juiz de Fato é o cidadão comum que integra o corpo de jurados de um tribunal do júri. É considerado no meio jurídico como Juiz leigo. Compõe o Júri por atender os requisitos exigidos na lei.